# Torre dei Guidozagni
La Torre dei Guidozagni è una delle circa 20 torri gentilizie ancora esistenti nel centro storico della città di Bologna.

## Struttura
La torre si trova all'inizio di via Albiroli, in posizione di contrasto con la vicina e ben più alta Coronata. Un tempo si affacciava sulla piazzetta della chiesa dei Santi Stefano e Teopompo, oggi scomparsa.
La "modesta" altezza (circa 20 metri), la base rettangolare (9,80 x 5,92 metri) e lo scarso spessore dei muri di base (circa 1 metro), indicano chiaramente che si tratta in realtà di una casa-torre effettivamente adibita ad abitazione. Probabilmente costruita all'inizio del XIII secolo, in origine doveva avere un'elevazione maggiore, giacché si ha notizia del crollo della sua parte superiore, avvenuto nel 1487, e che distrusse la casa che era a lei unita. Nel 1926 fu restaurata dalla TIMO (la società dei telefoni di Bologna), e accolse le scale di accesso alla centrale telefonica. La porta originaria, sormontata da un arco ogivale, fu rifatta utilizzando marmo anziché selenite, e furono create nuove aperture (una porta e alcune finestre). Il restauro permise di salvare la torre dal crollo.

## Storia
I Guidozagni furono nobili di parte guelfa e parteciparono a due crociate (nel 1094 e nel 1291). Possedettero ben quattro torri, di cui questa è l'unica superstite. Un'altra torre Guidozagni si trovava nei pressi della Asinelli e della Garisenda, ma fu distrutta, insieme ad altre, nel 1918, per far posto a nuovi fabbricati. La famiglia non risulta più proprietaria della torre di via Albiroli dalla seconda metà del XVI secolo.
Nel 1267 i Guidozagni si privarono di alcuni terreni, case e torri, che cedettero ai monaci agostiniani per la costruzione della chiesa di San Giacomo Maggiore, nell'attuale via Zamboni.